# Banaripara
Banaripara è un sottodistretto (upazila) del Bangladesh situato nel distretto di Barisal, divisione di Barisal. Si estende su una superficie di 134.32 km² e conta una popolazione di 143.825 abitanti (dato censimento 1991).